# Имуна тромбоцитопенија
Имуна тромбоцитопенија (ИТП)  имунунска тромбоцитопенична пурпура  или идиопатска тромбоцитопенична пурпура  је синдром у коме су крвне плочице или тромбоцити обложени аутоантителима на антигене мембране тромбоцита, што доводи до секвестрације слезине и фагоцитозе мононуклеарних макрофага. Како за последицу ИТП има скраћени животни век тромбоцита у циркулацији и непотпуну компензацију повећане производње тромбоцита мегакариоцитима коштане сржи, она се карактерише  смањеним бројем тромбоцита у циркулацији или тромбоцитопенијом. Према томе карактерише је низак број тромбоцита уз одсуству других узрока и праћен црвено-љубичастим осипом и повећан ризика од крварења.
ИТП се манифестује у два различита клиничка синдрома: акутни облик примећен код деце и хронична стања примећена код одраслих. Акутни облик често прати инфекцију и обично се повлачи у року од два месеца, док хронична имуна тромбоцитопенија траје дуже од шест месеци и њен специфични узрок је непознат.
ИТП се сматра аутоимуном болешћу, јер се могу открити антитела против неколико површинских структура тромбоцита (антигени).
Дијагноза ИТП-а укључује идентификацију ниског броја тромбоцита путем комплетне крвне слике, уобичајеног теста крви. Међутим, пошто се дијагноза ослања на искључивање других потенцијалних узрока ниског броја тромбоцита, у одређеним случајевима могу бити неопходна додатна испитивања, као што је биопсија коштане сржи.
За благе случајеве, пажљиво посматрање може бити довољно. Међутим, у случајевима веома ниског броја тромбоцита или значајног крварења, опције лечења могу укључивати кортикостероиде, интравенски имуноглобулин, анти-Д имуноглобулин или имуносупресивне лекове. Рефракторни облик ИТП, који не реагује на конвенционални третман или показује константан релапс након спленектомије, захтева лечење да би се смањио ризик од значајног крварења.  Трансфузија тромбоцита се може користити у тешким случајевима са изузетно ниским бројем тромбоцита код особа које имају крварење. У неким случајевима ИТП, тело може да компензује стање стварањем абнормално великих тромбоцита.

## Патофизиологија
Код имуне тромбоцитопеније (ИТП), абнормално аутоантитело, обично имуноглобулин Г (ИгГ) са специфичношћу за један или више гликопротеина мембране тромбоцита, везује се за циркулишуће мембране тромбоцита.
Тромбоцити обложени аутоантителом индукују фагоцитозу посредовану Фц рецептором помоћу мононуклеарних макрофага, првенствено, али не искључиво у слезини.  Слезина је кључни орган у патофизиологији ИТП, не само зато што се аутоантитела тромбоцита формирају у белој пулпи, већ и зато што мононуклеарни макрофаги у црвеној пулпи уништавају тромбоците обложене имуноглобулином.
Ако мегакариоцити коштане сржи не могу да повећају производњу и одрже нормалан број циркулишућих тромбоцита, развијају се тромбоцитопенија и пурпура. Поремећај тромбопоезе се приписује неуспеху компензационог повећања тромбопоетина и апоптозе мегакариоцита.

## Клиничка слика
Имуна тромбоцитопенија се манифестује као:
- склоност крварењу,
- лако стварање модрица (пурпура)
- екстравазација крви из капилара у кожу и слузокожу (петехије).

Иако је у већина случајева акутне ИТП, посебно код деце, присутно блага и самоограничено, интракранијално крварење, она може да се јави и када број тромбоцита падне испод 10×109/L (< 10×103/µL); ово се јавља код 0,5-1% деце, а половина ових случајева је фатална.
ИТП је примарна болест која се јавља код иначе здраве особе. Знаци хроничне болести, инфекције, исцрпљености или лоше исхране указују на то да пацијент има неку другу болест. Спленомегалија искључује дијагнозу ИТП.
Почетни утисак о тежини ИТП-а формира се испитивањем коже и слузокоже, на следећи начин:
- широко распрострањене петехије и екхимозе, цурење из места венепункције, крварење гингиве и хеморагичне буле указују на то да је пацијент у опасности од озбиљне компликације крварења.
- ако је пацијенту недавно мерен крвни притисак, петехије се могу уочити испод и дистално од подручја где је манжетна постављена и надувана.
- електрокардиографске електроке (ЕКГ) са сукцијом могу изазвати петехије.
- петехије преко глежњева код амбулантних пацијената или на леђима код оних који леже сугеришу благу тромбоцитопенију и релативно низак ризик од озбиљне компликације крварења.

Налази који указују на интракранијално крварење укључују следеће:
- главобоља, замагљен вид, поспаност или губитак свести
- хипертензија и брадикардија, који могу бити знаци повећаног интракранијалног притиска
- на неуролошком прегледу, сваки асиметрични налаз недавног почетка
- на фундоскопском прегледу, замућење ивица оптичког диска или крварење у мрежњачи.

- Petechiae on the lower extremities
- Oral petechiae/purpura - lower lip
- Petechia on the tongue in a person with platelets of 3 due to ITP
- Petechia of the lower leg in a person with platelets of 3 due to ITP

## Дијагноза
На комплетној слици крвних зрнаца, на којој  је изолована тромбоцитопенија главно обележје ИТП, налази размаза периферне крви су следећи:
- морфологија црвених крвних зрнаца (RBCs) и леукоцита је нормална
- морфологија тромбоцита је типично нормална, са различитим бројем великих тромбоцита
- ако је већина тромбоцита велика, приближно пречника црвених крвних зрнаца, или ако им недостају грануле или имају абнормалну боју, диференцијално дијагностички требало би имати у виду наследне поремећаје тромбоцита

Многа деца са акутним ИТП-ом имају повећан број нормалних или атипичних лимфоцита на периферном брису, што одражава недавну вирусну болест. Групе тромбоцита на периферном размазу припремљеном од антикоагулиране крви етилендиаминтетрасирћетном киселином (ЕДТА) доказ су псеудотромбоцитопеније. Ова дијагноза се поставља ако је број тромбоцита нормалан када се понови на узорку хепарин-антикоагулиране или цитрат-антикоагулисане крви.
Ниједан појединачни лабораторијски резултат или клинички налаз не поставља дијагнозу ИТП; и сматра се дијагнозом искључења. 

### Аспирација коштане сржи
Аспекти аспирације коштане сржи и биопсије су следећи:
- Вредност процене коштане сржи за дијагнозу ИТП је неразјашњена.[14]
- Биопсија код пацијената са ИТП показује нормалан до повећан број мегакариоцита у одсуству других значајних абнормалности
- Код деце, преглед коштане сржи није потребан осим код пацијената са атипичним хематолошким налазима, као што су незреле ћелије на периферном брису или перзистентна неутропенија.[15]
- Код одраслих старијих од 60 година, биопсија се користи за искључивање мијелодиспластичног синдрома или леукемије
- Код одраслих особа чији третман укључује кортикостероиде, почетна биопсија пре третмана може се показати корисном за будућу референцу, јер кортикостероиди могу променити морфологију коштане сржи
- Биопсија се ради пре спленектомије да би се проценила могућа хипоплазија или фиброза
- Нереаговање на стандардни третман након 6 месеци је индикација за аспирацију коштане сржи

## Диференцијална дијагноза
Диференцијална дијагноза укључује и друге узроке тромбоцитопеније као што с:
- леукемија,
- мијелофтозна  инфилтрација сржи,
- мијелодисплазија,
- апластична анемија
- нежељене реакције на лек.
- псеудотромбоцитопенија због накупљања тромбоцита такође је дијагносза у разматрању.

Анемија и/или неутропенија могу указивати на друге болести.

## Терапија
За ИТП нема одговарајућег лека, а рецидиви се могу јавити годинама након наизглед успешног медицинског или хируршког лечења.  Већини деце са акутним ИТП-ом није потребно лечење, јер се стање спонтано повлачи.
Као симптоматска терапија користе се:
- кортикостероиди, кој остају лекови избора за почетно лечење акутног ИТП-а
- орални преднизон, интравенски метилпреднизолон или високе дозе дексаметазона.[19][20][21]
- интравенски имуноглобулин (ИВИГ) био је лек другог избора дуги низ година.[22][23]
- за Rh(D)-позитивне пацијенте са интактном слезином, интравенски Рхо имуноглобулин (РхИГ) нуди упоредиву ефикасност, мању токсичност, већу лакоћу примене и нижу цену од ИВИГ.[24][25]   Како RhIG  може да изазове имунолошку хемолизу (имунохемолитичку анемију) код Rh(D)-позитивних особа он не би требало да се користи када је концентрација хемоглобина мања од 8 g/dL Спорадични случајеви масивне интраваскуларне хемолизе,[26]  дисеминиране интраваскуларне коагулације (посебно код старијих особа) и затајења бубрега[27] пријављени су код RhIG-а.
- трансфузија тромбоцита може бити потребна за контролу клинички значајног крварења, али се не препоручује за профилаксу
- опције код пацијената са зависношћу од кортикостероида или нереаговањем укључују агонисте тромбопоетинских рецептора (ТПО-РА; или ромиплостим, елтромбопаг, аватромбопаг), ритуксимаб или спленектомију
- TPO-RAs  могу одржавати број тромбоцита на безбедним нивоима код пацијената са хроничним ИТП-ом отпорним на спленектомију

### Терапија трудница
Труднице захтевају посебну пажњу приликом порођаја, и обухвата: :
- ако је број тромбоцита већи од  50 × 109/L (>50 × 103/µL), ризик од озбиљног крварења је низак, али почетак оралног преднизона недељу дана пре порођаја је разумна мера предострожности
- ако је број тромбоцита мањи од  50 × 109/L (>50 × 103/µL) пре порођаја, препоручује се лечење оралним преднизоном и интравенски имуноглобулин (ИВИГ)
- препоручљиво је избегавати употребу интравенског RhIG у овој ситуацији док не буду доступни подаци о безбедности
- ретко, спленектомија може бити потребна за лечење акутног крварења.[29]